# San Mateo Cajonos
San Mateo Cajonos è un comune del Messico, situato nello stato di Oaxaca.